# Henry Mayer
Henry Mayer (Hannover, 16 de gener de 1878 - Hildesheim, 3 de maig de 1953) fou un ciclista alemany, professional des del 1899 fins al 1927. Es va especialitzar en el ciclisme en pista on va obtenir tres medalles als Campionats del Món de Velocitat.

## Palmarès en pista
- 1904
  - 1r al Gran Premi de París de velocitat
- 1905
  - 1r al Gran Premi de l'UVF